# Marta Portal
Marta Portal Nicolás (Nava, Asturias, 10 de agosto de 1930 - Madrid, 26 de agosto de 2016) fue una escritora, crítica, periodista y profesora española perteneciente a la Generación del 50.

## Trayectoria
Licenciada en Filosofía y Letras y doctora en Ciencias de la Información, impartió clases de literatura hispanoamericana en la Universidad Complutense de Madrid.
La novela A tientas y a ciegas, que ganó el Premio Planeta en 1966, significó su comienzo literario. En su labor de periodista redactó artículos de actualidad y de crítica literaria, al igual que columnas de opinión en medios como ABC, El Alcázar o Pueblo.
Obtuvo una beca de la Fundación Juan March para realizar un estudio histórico-físico del maíz, por lo que viajó a México y Colombia.
Como novelista trató los temas de la educación de la mujer y de la doble moral.  Fue presidenta de la Asociación Cultural de Amistad Hispano Mexicana.  Falleció en Madrid el 26 de agosto de 2016.

## Reconocimientos
- En el año 1966 fue galardonada con el Premio Planeta por la novela A tientas y a ciegas.[6]
- Premio Adelaida Ristori del Centro Cultural Italiano, en 1975.[4]
- En el año 2001 el ayuntamiento de su localidad natal inauguró la Casa de Cultura Marta Portal en su honor.[10]
- Premio de las Letras de Asturias de la Asociación de Escritores de Asturias, en 2007.[4]

## Obra

### Novela
- A tientas y a ciegas, Barcelona, Editorial Planeta, 1966 (Premio Editorial Planeta 1966)
- El malmuerto (1967)
- A ras de las sombras (1968)
- Ladridos a la luna (1970)
- El buen camino (1975)
- Un espacio erótico (1982)
- Pago de traición, Barcelona, Editorial Planeta, 1983
- El ángel caído (1994)
- Él y yo, nosotros tres (2002)

### Ensayo
- El maíz: grano sagrado de América (1970)
- Proceso narrativo de la revolución mexicana (1977)
- Análisis semiológico de Pedro Páramo (1981)
- Rulfo: Dinámica de la violencia (1984)

### Cuentos
- La veintena (1973)